# José Dias de Castro
José Dias de Castro, ou apenas José de Castro, (São Raimundo Nonato, 26 de dezembro de 1924 – Teresina, 22 de fevereiro de 2017) foi um comerciante e político brasileiro, outrora deputado estadual pelo Piauí.

## Dados biográficos
Filho de Manoel Policarpo de Castro e Maria José Dias de Castro. Comerciante e político em sua cidade natal, ingressou no PSD e foi eleito vereador em São Raimundo Nonato em 1948 e prefeito do respectivo município em 1958. Derrotado na eleição para deputado estadual em 1962, viu a ascensão do Regime Militar de 1964 e filiou-se à ARENA, garantindo um mandato na Assembleia Legislativa do Piauí em 1966, 1970 e 1974, não disputando mais eleições após o fim do mandato.
Pai de Marcelo Castro e avô de Castro Neto.